# Carex gynaecandra
Carex gynaecandra là một loài thực vật có hoa trong họ Cói. Loài này được H.Pfeiff. mô tả khoa học đầu tiên năm 1921.